# 빌 헌터
빌 헌터(1940년 2월 27일 ~ 2011년 5월 21일)는 오스트레일리아의 영화 배우이다.

## 방송 활동

### 영화
- 1998년 : 15 아모르
- 2002년 : 크래커잭
- 2003년 : 니모를 찾아서 3D
- 2003년 : 캥거루 잭
- 2004년 : 톰 화이트
- 2008년 : 오스트레일리아
- 2008년 : 더 스퀘어
- 2008년 : 헐리웃과 맞장뜨기: 호주 B무비의 세계
- 2010년 : 가디언의 전설
- 2010년 : 웨딩 파티